# Гейдар (гей-радар)

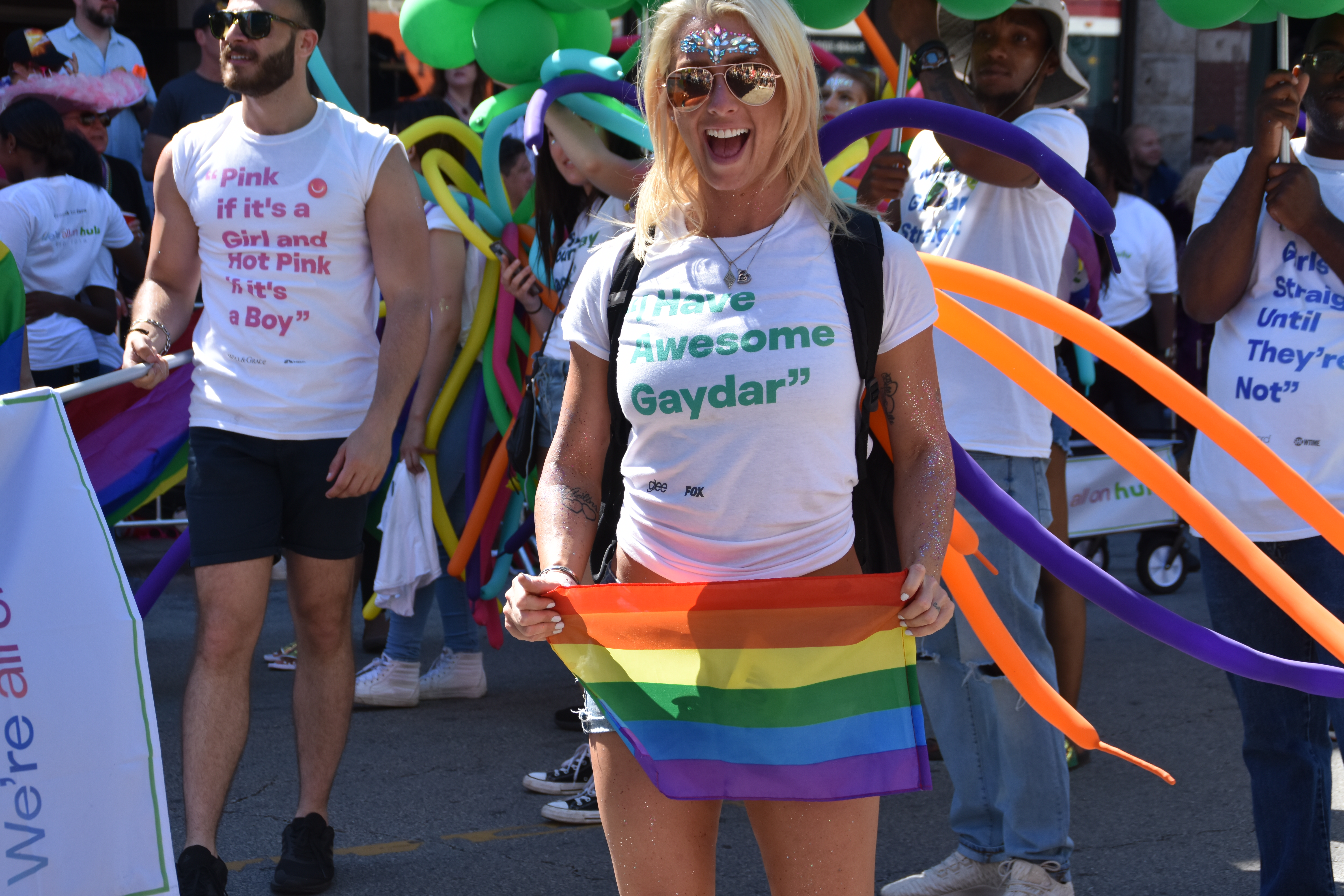
Учасник прайд-параду 2018 у футболці з написом «У мене чудовий Гайдар».

Гей-радар або гейдар (англ. gaydar від з'єднання слів «гей» і «радар») — це розмовний термін, що позначає інтуїтивну здатність людини оцінювати сексуальну орієнтацію інших як гомосексуальну, бісексуальну або гетеросексуальну. Гейдар спирається на вербальні та невербальні підказки, а також на ЛГБТ-стереотипи, включаючи чутливість до соціальної поведінки та манер, таких як мова тіла, тон голосу під час розмови, явне відкидання традиційних гендерних ролей, професія людини та її звички у догляді за собою. У 2000 році цей термін вперше офіційно увійшов в Оксфордський словник англійської мови.

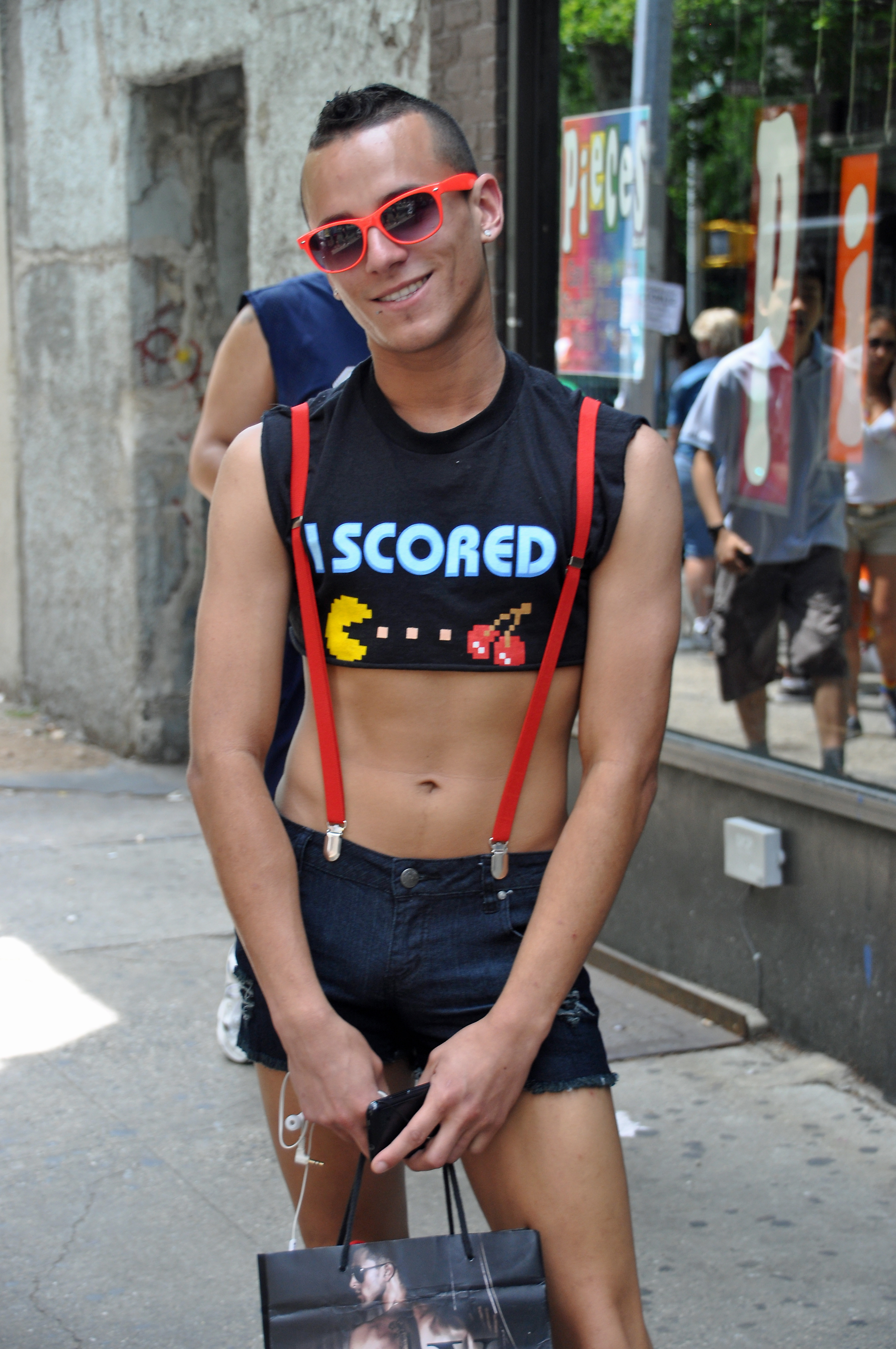
Учасник NYC Pride 2011, одягнений у модний одяг, який може вказувати на зв'язок із квір-спільнотою

Подібним чином, трансдар (транс-радар, термін, що використовується щонайменше з 1996 року) позначає здатність трансгендерних людей розпізнавати інших трансгендерних осіб, які добре пасують до обраного гендеру, за тонкими ознаками, такими як розмір рук і зап'ясть.
Однак припущення про сексуальну орієнтацію на основі зовнішності або поведінки викликає суперечки, особливо у випадках, коли маскулінні гомосексуальні чоловіки не поводяться стереотипно «по-гейськи», або коли метросексуальні чоловіки (незалежно від їхньої сексуальної орієнтації) мають стиль життя, звички у витратах і ставлення до зовнішнього вигляду, характерні для модних міських геїв. Для жінок подібні непорозуміння можуть виникати, коли, наприклад, томбой помилково приймають за бутч-лесбійку, або коли лесбійка поводиться та виглядає відповідно до традиційних жіночих стандартів.
З 2015 року медіа, зокрема австралійський телеканал ABC News, називають гейдар «шкідливим» і навіть «небезпечним», оскільки він сприяє поширенню шкідливих стереотипів, може призводити до переслідувань і відштовхувати людей від самостійного здійснення камінг-ауту. Видання Gayety стверджує, що єдиний надійний спосіб визначити сексуальну орієнтацію людини — це її власне відкриття цього факту та інформація про її романтичних партнерів.

## Наукові дослідження
У 1987 році в журналі Journal of Homosexuality було опубліковано дослідження, в якому учасників просили визначити сексуальну орієнтацію людей за відеозаписами. Результати показали, що таке розпізнавання є мітом.
Однак дослідження 1999 року, опубліковане в журналі Journal of Personality and Social Psychology, показало, що люди можуть визначати сексуальну орієнтацію з точністю, вищою за випадкову. Учасників просили позначити свою орієнтацію за шкалою Кінсі, після чого інші учасники переглядали короткі беззвучні уривки відео, де вони розмовляли (метод thin-slicing — аналіз дуже коротких фрагментів поведінки). Глядачі оцінювали орієнтацію за тією ж шкалою, і дослідники виявили значний збіг між тим, що люди заявляли про себе, і тим, як їх сприймали. Дослідження 2008 та 2010 років підтвердили цей висновок і навіть показали, що домашні відеозаписи дітей можуть допомогти передбачити їхню сексуальну орієнтацію в майбутньому.
Пізніші дослідження також показали, що «гейдар» працює з точністю, вищою за випадкову, навіть якщо судження ґрунтується лише на обличчі. Учасники експериментів використовували гендерні риси обличчя та стереотипи про геїв для своїх висновків, але часто помилялися, якщо люди не відповідали цим стереотипам. При цьому етнічне походження або національність людини, яка робила припущення, і людини, яку оцінювали, не мали значного впливу. Іноді навіть окремі риси обличчя (наприклад, лише очі) надавали достатньо інформації для визначення орієнтації. Одне дослідження показало, що перегляду чоловічого або жіночого обличчя протягом приблизно 1/25 секунди було достатньо, щоб людина могла зробити припущення про їхню сексуальну орієнтацію. При цьому довший час спостереження не покращував точність оцінок. Подальші дослідження припустили, що «гейдар» працює автоматично, тобто при погляді на людину миттєво активуються відповідні стереотипи. Водночас люди часто не усвідомлюють, що мають «гейдар». Гомосексуальні чоловіки визначають орієнтацію точніше, ніж гетеросексуальні, а жінки мають кращий «гейдар» під час овуляції. Одна з гіпотез пояснює це тим, що гомосексуальні люди зазвичай більш уважні до деталей, що допомагає їм розпізнавати інших представників своєї спільноти.
Дослідження доцента Каліфорнійського університету в Лос-Анджелесі (UCLA) Керрі Джонсон показало, що спостерігачі правильно визначали сексуальну орієнтацію чоловіків у 60 % випадків (що трохи вище випадкової ймовірності), а у випадку з жінками точність була на рівні випадкового вибору. Гендерно специфічні рухи тіла не завжди були пов'язані з сексуальною орієнтацією людини, так само як і форма обличчя. Проте голос, на відміну від попередніх факторів, виявився більш показовим. Було проведено кілька досліджень щодо «гейдару» на основі голосу. Вони підтвердили, що люди можуть розпізнати сексуальну орієнтацію за тембром голосу, хоча більшість таких досліджень стосувалися чоловіків (деякі навіть називали це явище «гейською шепелявістю» — gay lisp). Акустичний аналіз виявив низку мовних характеристик, які впливають на сприйняття сексуальної орієнтації, зокрема особливості вимови звуку «s» в англійській мові. Подібні акустичні підказки були виявлені не лише в англійській мові, а й у мандарині (для чоловіків) та іспанській (для чоловіків і жінок).
Дослідження Вільяма Т. Л. Кокса та його колег припустило, що «гейдар» — це просто інша назва використання ЛГБТ-стереотипів для визначення орієнтації (наприклад, припущення, що модний чоловік — гей). Вчений зазначає, що всі наведені вище дослідження, які нібито доводять точність «гейдару», мають значний методологічний недолік — омана базового відсотка. Через низьку реальну частку ЛГБТ-людей у суспільстві результати таких лабораторних досліджень можуть бути значно менш точними у реальному житті. Кокс пише: «Більшість людей вважають стереотипізацію неприйнятною. Але якщо не називати це стереотипізацією, а дати цьому іншу назву, замаскувавши її під „гейдар“, то вона здається більш соціально та особистісно прийнятною».

## Електронний пристрій
На початку 2000-х років електронний пристрій, заснований на японському бездротовому пристрої для знайомств Lovegety, був запропонований на ринку під брендом «Гейдар» і широко обговорювався в ЗМІ. Це був пристрій розміру дармовиса, який передавав бездротовий сигнал і сповіщав користувача вібрацією, сигналом або спалахом, коли подібний пристрій знаходився в межах 12 м. Це дозволяло користувачу дізнатися, що поблизу є людина з подібними інтересами.

## Штучний інтелект
Дослідники Стенфордського університету Міхал Косінський і Ілун Ванг провели дослідження у 2017 році, в якому стверджувалося, що алгоритм розпізнавання обличчя на основі нейронних мереж може визначати сексуальну орієнтацію в 81 % випадків для чоловіків та 74 % — для жінок, аналізуючи фотографії з онлайн-профілів знайомств. Косінський висловив занепокоєння щодо приватності та можливості зловживань зі штучним інтелектом і зазначив, що його висновки узгоджуються з теорією пренатальної гормональної орієнтації, яка припускає, що рівні андрогенів в утробі можуть визначати, чи буде людина гетеросексуальною, бісексуальною або гомосексуальною. Теорія ПГТ передбачає, що гомосексуальні та гетеросексуальні люди можуть по-різному представляти себе на своїх профільних фотографіях або мати різний зовнішній вигляд обличчя.
Два повторні дослідження підтвердили основні висновки цього дослідження. Вони також показали, що навіть коли обличчя розмивають, все одно можливо класифікувати сексуальну орієнтацію.
Пост у блозі дослідника штучного інтелекту Блейза Агуера й Аркаса критикував це дослідження за використання фотографій, отриманих в неконтрольованому середовищі. Замість того, щоб фіксувати структуру обличчя, ймовірно, алгоритм ідентифікував фактори, пов'язані з доглядом, стилем життя та кутом фотографії; невелика кількість запитань про відмінності, включаючи використання макіяжу, бороди та окулярів, була майже такою ж точною, як і оригінальне дослідження.

## Подальше читання
- Ройтер, Дональд Ф. (2008). Gaydar: The Ultimate Insider Guide to the Gay Sixth Sense (англ.). Crown Publishing Group. ISBN 978-0609611029.